# Naruto: Uzumaki Chronicles 2
 (octobre 2019).
Si vous disposez d'ouvrages ou d'articles de référence ou si vous connaissez des sites web de qualité traitant du thème abordé ici, merci de compléter l'article en donnant les références utiles à sa vérifiabilité et en les liant à la section « Notes et références ».
Naruto: Uzumaki Chronicles est un jeu vidéo de type beat them all adapté du manga Naruto et développé par Racjin. Il est édité par Namco Bandai Games, et sort en 2006 sur PlayStation 2.
Il s'agit du second opus de la série Uzumaki Chronicles,

## Nouveautés
Le jeu comprend un mode multi-joueur, absent du premier opus.

## Personnage
1. Naruto (personnage de départ)
2. Chôji (terminer le chapitre 6)
3. Gaara (terminer le chapitre 9)
4. Itachi (terminer l'histoire de Kakashi)
5. Kakashi (terminer le chapitre 1)
6. Kankurô (personnage de départ)
7. Kisame (terminer l'histoire de Kakashi)
8. Gaï (terminer le chapitre 8)
9. Neji (terminer le chapitre 3)
10. Rock Lee (terminer le chapitre 5)
11. Sakura (terminer le chapitre 1)
12. Sasuke (terminer le mode histoire deux fois)
13. Shikamaru (terminer le chapitre 4)